# Park Zdrojowy w Głuchołazach

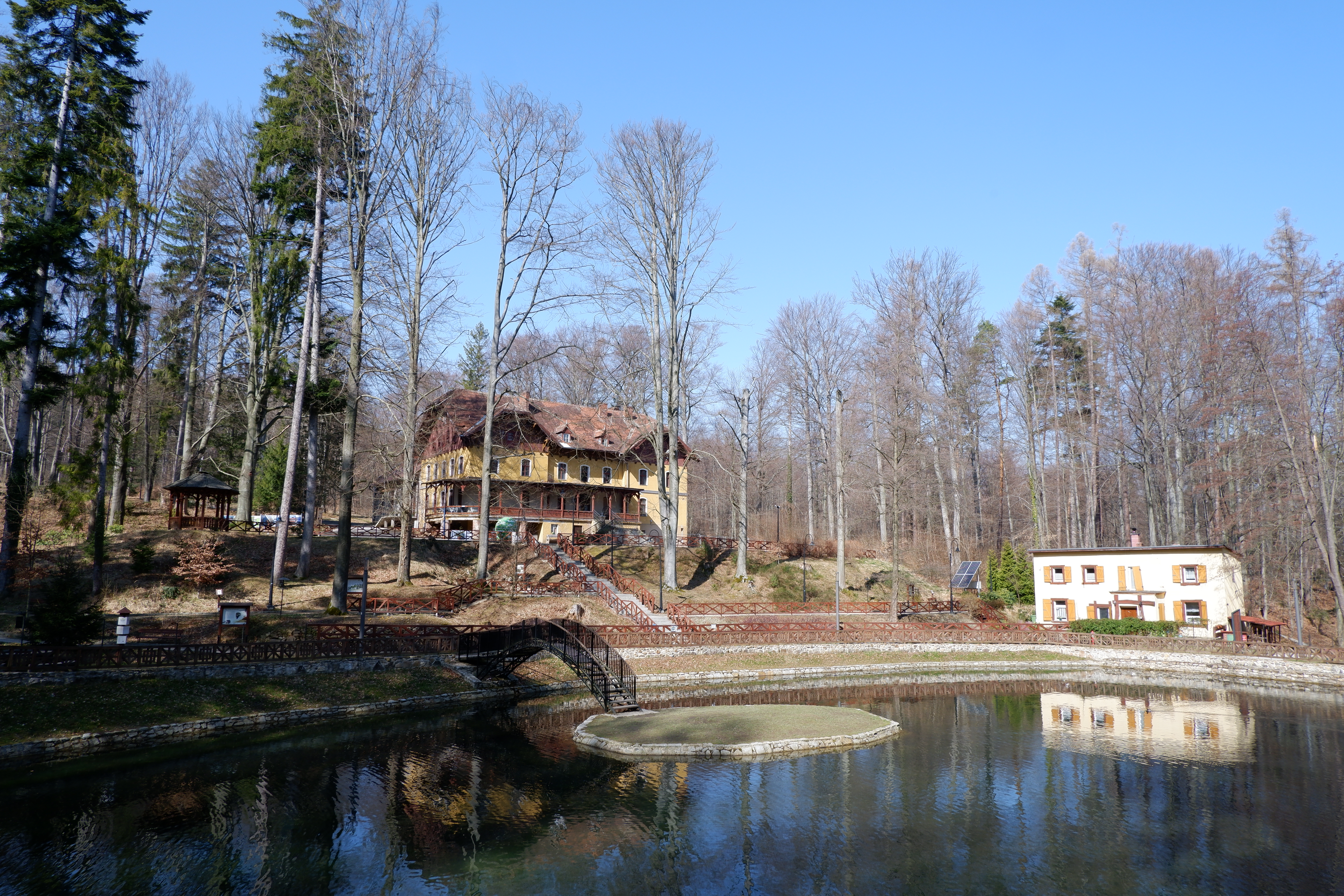
Staw i budynek restauracji ParKula (dawniej Waldesruh)

Park Zdrojowy w Głuchołazach – park zdrojowy w Głuchołazach, położony w południowej części miasta na terenie Parku Krajobrazowego Góry Opawskie. 

## Historia
Park Zdrojowy powstał  na zboczach Przedniej Kopy pod koniec XIX w. z inicjatywy Towarzystwa Promenadowego, wkrótce po otrzymaniu przez miasto statusu uzdrowiska. Na terenie parku znajdował się pensjonat Waldesruh, zakupiony w 1908 przez magnata przemysłowego hrabię Franza von Ballestrem z przeznaczeniem na ośrodek wypoczynkowy dla robotników. Po II Wojnie Światowej park został podzielony na działki, znajdujące tu się pensjonaty przejął Fundusz Wczasów Pracowniczych.  
Park odnowiono w I dekadzie XXI w. - zgodnie z ideą wodolecznictwa przy przepływającym przez park potoku utworzono miejsca do zanurzania nóg oraz ustawiono misy do zamaczania rąk. 
Po powodzi w 2007 roku park został odnowiony w 2009 za kwotę 2,4-2,5 mln zł z unijnego programu współpracy transgranicznej Polska - Czechy. W roku 2010 park zwyciężył konkurs wojewody opolskiego na najładniejszą i najlepiej zagospodarowaną przestrzeń otwartą Opolszczyzny.
Powierzchnia parku ulegała dużym zmianom, część terenu parku przez kilkanaście lat (od 2001) znajdowała się w rękach prywatnych. W 2015 tereny te zostały w znaczącej części odkupione przez miasto (jego pozostała część jest w zarządzie Fundacji Benevolens). Fundacja Benevolens zrewitalizowała swoją część parku w 2016 roku. Park Fundacji Benevolens jest otwarty w każdy weekend od kwietnia do października. Jeden z zabytkowych budynków - dawną Waldschule - Fundacja odtworzyła wg zachowanych widokówek i przeznaczyła na Dom Artysty - Dom Pracy Twórczej.

## Obiekty na terenie parku
- Kamień z sączącą się zeń wodą i sentencją: "Nic lepszego nad wodę" oraz nazwiskami pionierów wodolecznictwa: Sebastiana Kneippa i Vincenta Priessnitza[3]
- kamienne misy do moczenia dłoni
- altany
- fontanna Amorka[5]

## Szlaki turystyczne
Przez park przebiegają następujące szlaki turystyczne:
- Główny Szlak Sudecki: Bodzanów → Jarnołtów → Paczków, Jarnołtówek → Biskupia Kopa